# Boris Stomakhine
Boris Vladimirovitch Stomakhine (en russe : Борис Владимирович Стомахин) est un journaliste russe représentant un mouvement radical d'opposition.
Né le 24 août 1974 à Moscou, il est diplômé de l'Université de presse d'État de Moscou. À partir de 1991 il commence à participer à la vie politique et en 1994 à exprimer ses opinions dans la presse russe, ukrainienne, balte etc.
Boris Stomakhine a participé activement à la campagne contre la guerre en Tchéchénie et à la défense des droits de certains prisonniers politiques en Russie.
En 2000, il a fondé et est devenu rédacteur en chef du journal "Politique radicale" ("Радикальная политика"). Les publications dans ce journal ont provoqué, à trois reprises, des poursuites pénales avec les accusations "appels au renversement de l'ordre constitutionnel", "appels à des actions extrémistes", etc.
Les opinions politiques de Stomakhine ont une tendance extrémiste; notamment, il soutient le séparatisme tchétchène et dans certains discours se prononce pour la destruction de la Russie comme État et des Russes comme nation.
Il diffusait ses publications sur Internet et dans des éditions à faible tirage. Ses articles étaient régulièrement publiés sur le site indépendantiste tchétchène "Kavkazcenter".

## Procès
Boris Stomakhine a été arrêté 22 mars 2006, pendant qu'il était à la réanimation d'un hôpital de Moscou (après qu'il est tombé de la fenêtre de son appartement à Moscou et a été gravement blessé). Le procès au Tribunal d'arrondissement Boutyrski de Moscou a duré jusqu'au 20 novembre 2006, quand Stomakhine a été condamné à 5 ans d'emprisonnement, d'après les articles 280 et 282 du Code pénal de la fédération de Russie (chefs d'accusation: "Appels publics à une activité extrémiste" et "Provocation d'une haine ou hostilité").

## Opinions sur Boris Stomakhine dans la société russe
Valéria Novodvorskaïa, dissidente russe, défenseur des droits de l'homme, traduction du russe de son discours :
Si un Russe critique son propre peuple et son propre pays, il n'est pas nazie, il est patriote. Bonjour de la part de Lermontov, Tchaadaev, Nekrasov. L'affaire Stomakhine, c'est une tentative de transformer en un crime contre l'État, comparable à la haute trahison, une critique de l'État et une compassion envers un petit peuple opprimé, une compassion qui devient peut-être excessive et absurde. Personne n'a souffert des métaphores de Stomakhine, qui critiquait fortement la Russie, et souvent d'une façon bien fondée; personne ne pouvait en être victime, puisque même les terroristes thcétchènes dans leurs actions et leur vengeance ne sont pas dirigés par les articles de Stomakhine, mais par l'enfer qui a été créé en Tchétchénie par la fédération de Russie. (…) Peut-on condamner Stomakhine parce qu'il est un mauvais journaliste et maîtrise mal la parole? Les mêmes sujets étaient abordés, à un niveau littéraire élevé, par Anna Politkovskaïa.
Maxime Sokolov, journaliste, traduction du russe d'un extrait de son article:
(…) En principe, on peut discuter s'il est humain de condamner à 5 ans de prison un infirme, il vaudrait mieux, probablement, le soigner dans un hôpital psychiatrique, mais dans ce cas-là on ne pourra pas échapper à l'image de la psychiatrie répressive. (…) "Mein Kampf" comparé avec ses discours, est un manuel de l'humanisme. Si on condamne d'après les articles 282 et 280 du Code pénal, il faut commencer par mettre en prison le champion absolu. Sinon il faudrait annuler l'article complètement. (…)